# Asphondylia bursicola
Asphondylia bursicola är en tvåvingeart som beskrevs av Peter Kolesik 2010. Asphondylia bursicola ingår i släktet Asphondylia och familjen gallmyggor. Inga underarter finns listade i Catalogue of Life.